# Möll Spur
Der Möll Spur ist ein zerklüfteter Felssporn im westantarktischen Marie-Byrd-Land. Er ragt südlich der Jaron-Kliffs am Südhang des Mount Takahe auf.
Der United States Geological Survey kartierte ihn anhand eigener Vermessungen und Luftaufnahmen der United States Navy aus den Jahren von 1959 bis 1966. Das Advisory Committee on Antarctic Names benannte ihn 1975 nach dem Schweizer Glaziologen Markus Möll von der Universität Bern, der von 1969 bis 1970 auf der Byrd-Station tätig war.